# Kangerlussuaq (città)
Kangerlussuaq (Søndre Strømfjord in danese, Kangerdlugssuaq prima della riforma ortografica del 1973), che in Kalaallisut vuol dire "il grande fiordo", è un piccolo villaggio della Groenlandia di 509 abitanti (gennaio 2005). 
Si trova nel comune di Qeqqata; è situata all'interno di un fiordo di 100 km (dove sfocia il fiume Watson) il Søndre Strømfjord. È stata fondata nel 1941, ma quando la Danimarca fu invasa dalla Germania nazista durante la seconda guerra mondiale, la sua amministrazione fu concessa agli Stati Uniti dalla Groenlandia, e Kangerlussuaq fu trasformata in una base militare, e ancora oggi nella cittadina è presente uno dei più importanti aeroporti dell'isola, costruito durante la guerra.
Nel 1950 i Danesi recuperarono il controllo della zona, ma a causa della Guerra Fredda gli Americani nel 1951 ricevettero nuovamente il permesso per l'amministrazione del villaggio; dopo la dissoluzione dell'URSS l'importanza della base andò scemando, finché il 30 settembre 1992 l'ultimo soldato americano lasciò Kangerlussuaq. Oggi il paese riceve voli giornalieri da Copenaghen ed è una meta turistica molto ambita in Groenlandia, per la facilità con cui è raggiunta e per la sua fauna selvatica.

## Galleria d'immagini

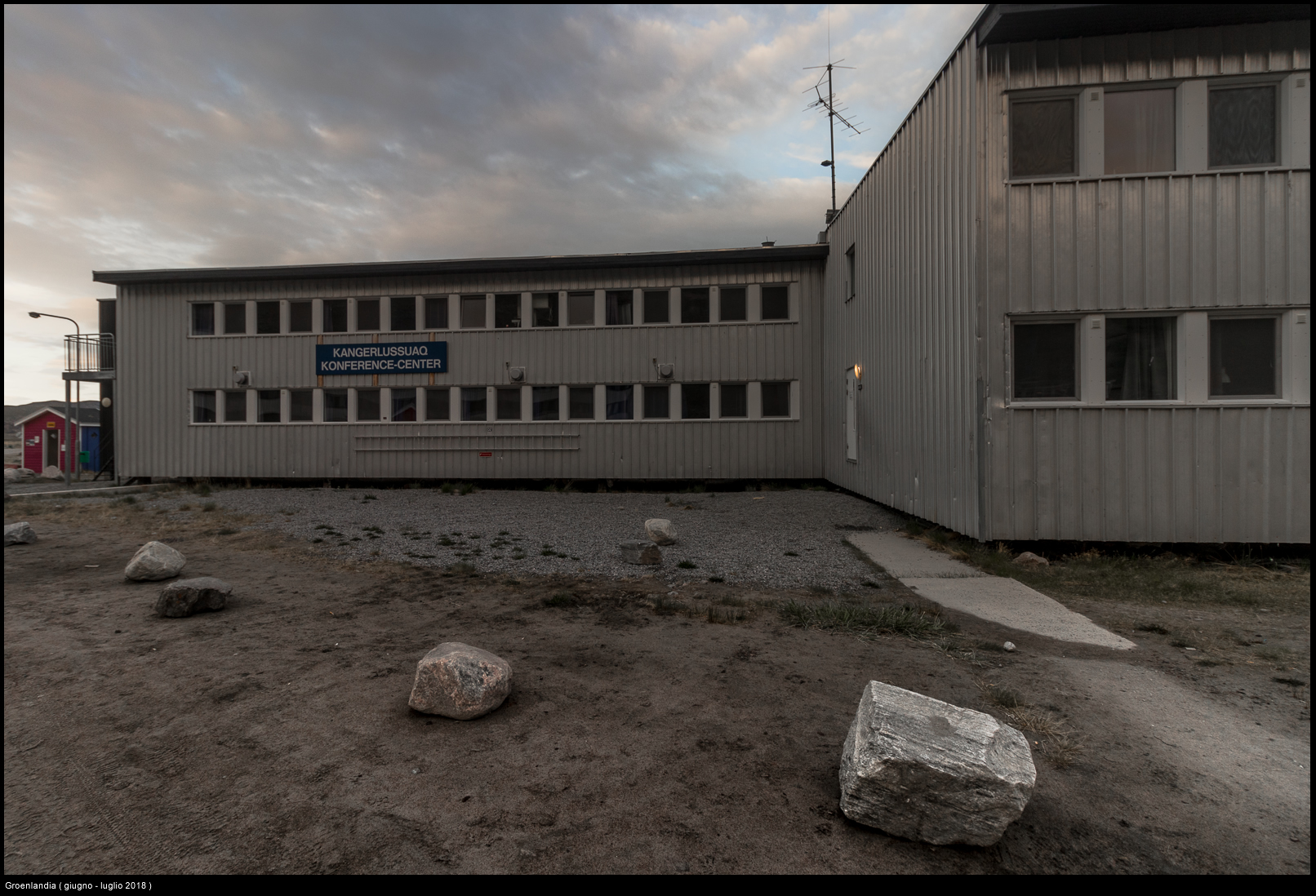
Kangerlussuaq
Kangerlussuaq
Kangerlussuaq
Kangerlussuaq
Kangerlussuaq